# Kafr Kalbin
Kafr Kalbin (tiếng Ả Rập: كفر كلبين) là một ngôi làng ở phía bắc Syria, một phần hành chính của quận A'zaz của tỉnh Aleppo, nằm ở phía đông bắc của Aleppo. Các địa phương lân cận bao gồm A'zaz ở phía tây bắc, Jarez ở phía đông bắc và Kaljibrin ở phía đông nam. Theo Cục Thống kê Trung ương Syria, Kafr Kalbin có dân số 2.146 trong cuộc điều tra dân số năm 2004.